# Гереєшть
Гереєшть, Гереєшті (рум. Gherăești) — село у повіті Нямц в Румунії. Входить до складу комуни Гереєшть.
Село розташоване на відстані 293 км на північ від Бухареста, 35 км на схід від П'ятра-Нямца, 59 км на захід від Ясс.

## Населення
За даними перепису населення 2002 року у селі проживали 4836 осіб, усі — румуни. Усі жителі села рідною мовою назвали румунську.